# Diferencia
Diferencia (von lateinisch differentia ‚Unterschied‘) ist eine zwischen dem 16. und 18. Jahrhundert im spanischsprachigen Raum gebräuchliche Bezeichnung für eine Variation in der Instrumentalmusik. Es kann dies eine Variation über ein Bass- oder Harmoniemodell sein, aber auch über eine Tanzmelodie oder ein Melodiefragment aus dem Repertoire des Gregorianischen Chorals.
Der Begriff Diferencia taucht erstmals in der in Tabulatur notierten Sammlung von Kompositionen für Vihuela Los seys libros del Delphín de música de cifras para tañer Vihuela (erschienen in Valladolid 1538) von Luis de Narváez auf, so unter dem Titel Diferencias sobre „Guardame las vacas“ als Variationsreihe über das Bassmodell der Romanesca. Als herausragender Komponist von Diferencias für Tasteninstrumente gilt Antonio de Cabezón, dessen Werke im ausgehenden 16. Jahrhundert bereits in Teilen veröffentlicht wurden und die als Modell für nachfolgende Komponistengenerationen dienten. Ein musikgeschichtlich bedeutsames Werk zur figurativen Variationstechnik des 16. Jahrhunderts ist der Trattado de glosas (Rom 1553) von Diego Ortiz. Spätere Beispiele für Kompositionen mit diferencias sind die zwischen 1714 und 1732 datierbaren Sammlungen für Barockgitarre von Santiago de Murcia, auch wenn hier der Begriff in den Titeln der Einzelsätze nicht mehr explizit auftaucht.